# Rijk rijm
Rijk rijm, ook wel rime riche of gelijkrijm genoemd, is begin- en volrijm in dezelfde lettergreep.
Op deze manier worden hele lettergrepen of woorden in klank gelijk.
- alleen - Heleen
- dichten - dichtte
- het avondlicht - in de avond ligt